# Ндойе, Шейк
Шейк Ндойе (фр. Cheikh N'Doye; 29 марта 1986, Рюфиск, Сенегал) — сенегальский футболист, полузащитник клуба «Ред Стар» и сборной Сенегала. Участник чемпионата мира 2018 года.

## Клубная карьера
Ндойе — воспитанник клуба «Якаар». В 2009 году он перешёл во французский «Эпиналь». В 2012 году Шейх подписал контракт с «Кретей». 3 августа в матче против «Серкль Атлетик» он дебютировал за новую команду. 17 августа в поединке против «Шербура» Ндойе забил свой первый гол за «Кретей». По итогам сезона Шейк помог команде выйти в более высокий дивизион. 2 августа в матче против «Нима» он дебютировал в Лиге 2.
Летом 2015 года Ндойе перешёл в «Анже». 8 августа в матче против «Монпелье» он дебютировал в Лиге 1. 22 августа в поединке против «Газелека» Шейк забил свой первый гол за «Анже».
Летом 2017 года Ндойе в статусе свободного агента подписал контракт с английским «Бирмингем Сити». 5 августа в матче против «Ипсвич Таун» он дебютировал в Чемпионшипе.
В августе 2018 года Ндойе вернулся в «Анже» на правах аренды до конца сезона 2018/19.

## Международная карьера
31 мая 2014 года в товарищеском матче против сборной Колумбии Ндойе дебютировал за сборную Сенегала. В этом же поединке он забил свой первый гол за национальную команду. В 2017 году Шейк принял участие в Кубке африканских наций в Габоне. На турнире он сыграл в матчах против сборных Зимбабве и Алжира.
В 2018 году в Ндойе принял участие в чемпионате мира в России. На турнире он сыграл в матчах против команд Японии и Польши.

### Голы за сборную Сенегала
| # | Дата           | Место                                    | Соперник   | Счет | Результат | Соревнование                     |
| - | -------------- | ---------------------------------------- | ---------- | ---- | --------- | -------------------------------- |
| 1 | 31 мая 2014    | Нуэво Гасометро, Буэнос-Айрес, Аргентина | Колумбия   | 2:2  | 2:2       | Товарищеский матч                |
| 2 | 12 ноября 2016 | Питер Мокаба, Полокване, ЮАР             | ЮАР        | 1:2  | 1:2       | Чемпионат мира 2018 квалификация |
| 3 | 7 октября 2017 | Национальный стадион, Прая, Кабо-Верде   | Кабо-Верде | 0:2  | 0:2       | Чемпионат мира 2018 квалификация |